# (7547) 1979 MO4
1979 أم أو 4 (ويعرف أيضًا باسم (7547) 1979 أم أو 4 وفق تسمية الكوكب الصغير) (بالإنجليزية: 1979 MO4)‏ هو كويكب ضمن حزام الكويكبات؛ وترتيبه 7547 من حيث الاكتشاف.
اكتُشف هذا الجُرم الفلكي بواسطة شيلت جون بوبي في 25 يونيو 1979.

## وصلات خارجية
- (7547) 1979 MO4 في قاعدة بيانات مختبر الدفع النفاث لأجرام النظام الشمسي الصغيرة

- الاكتشاف · مخطط المدار ·  العناصر المدارية · المعلمات المادية

- (7547) 1979 MO4 على موقع ويكي سكاي: DSS2, SDSS, GALEX, IRAS, Hydrogen α, X-Ray, Astrophoto, Sky Map, Articles and images